# Ingrid Miethe
Ingrid Miethe (* 1962 in Plauen) ist eine deutsche Erziehungswissenschaftlerin und Universitätsprofessorin für Allgemeine Erziehungswissenschaft an der Justus-Liebig-Universität Gießen. Zu ihren Forschungsschwerpunkten zählen Bildungs- und Biografieforschung, Bildung und soziale Ungleichheit sowie Bildungsgeschichte.

## Leben
Miethe studierte zunächst an der Medizinischen Fachschule Greifswald (1978–1981) und arbeitete nach ihrem Abschluss als Orthoptistin in der Augenklinik in Plauen (1981–1985). Seit 1985 war sie in der Unabhängigen Friedensbewegung der DDR aktiv und wurde vom Ministerium für Staatssicherheit im Operativvorgang (OV) Kantus bearbeitet. Im Herbst 1989 war sie im Neuen Forum aktiv und initiierte die Arbeitsgruppe Bildung in Berlin. Aufgrund dieser oppositionellen Tätigkeit erhielt sie in der DDR keine Studienzulassung und übte wechselnde Beschäftigungen (Kellnerin, Nachtwächterin, Landwirtschaftshilfe, ambulante Händlerin) aus. Die wissenschaftliche Karriere begann erst nach dem Mauerfall.
Von 1990 bis 1995 studierte Miethe Erziehungswissenschaft an der Technischen Universität Berlin, gefolgt von einem Aufbaustudium „Qualitative Forschungsmethodik“ an der Freien Universität Berlin (1996–1997). Nach einer Promotion in Politikwissenschaft 1999 an der FU Berlin arbeitet sie zunächst als Wissenschaftliche Mitarbeiterin am Institut für Erziehungswissenschaft der Ernst-Moritz-Arndt-Universität Greifswald (1999–2002). Von 2002 bis 2010 war sie Professorin für Allgemeine Pädagogik an der Evangelischen Fachhochschule Darmstadt. 2007 habilitierte sich Miethe in Erziehungswissenschaft an der Philosophischen Fakultät der Martin-Luther-Universität Halle-Wittenberg.
Miethe nahm 2009 den Ruf auf die Professur für Allgemeine Erziehungswissenschaft an der Justus-Liebig-Universität Gießen an, wo sie bis heute beschäftigt ist. Ab 2017 war sie zudem Dekanin am Fachbereich Sozial- und Kulturwissenschaften der Universität Gießen. Im Januar 2021 stellte sich laut Medienberichten heraus, dass das Finanzbudget des Fachbereichs um einen mindestens sechsstelligen Betrag überzogen wurde, was zu Stellenkürzungen führte. Aufgrund der anhaltenden Kritik des Fachbereichsrates an ihrer Amtsführung trat Miethe am 7. März 2022 mit sofortiger Wirkung als Dekanin zurück.

## Wissenschaftlicher Beitrag
Miethe forschte zur Frauenfriedensbewegung der DDR und erweiterte ihr Forschungen dann auf Frauenbewegung in Ostdeutschland und Osteuropa insgesamt. Zu diesem Thema veröffentlichte sie mehrere Publikationen über Differenzen zwischen ost- und westdeutschen Frauenbewegungen sowie den Einfluss des europäischen Vereinigungsprozesses.
Vergleichsweise früh beschäftigte sich Miethe mit Fragen der Forschungsethik und initiierte die Gründung einer Ethik-Kommission im Rahmen der Deutschen Gesellschaft für Erziehungswissenschaft (DGfE). Seit Gründung ist sie die Vorsitzende dieser Kommission.
Als Mitbegründerin des „Netzwerkes für Rekonstruktive Sozialarbeitsforschung“ (seit 2014 unter der Bezeichnung „Netzwerk für Rekonstruktive Soziale Arbeit – zur Entwicklung von Forschung, Lehre und beruflicher Praxis“) hat sie die Entwicklung einer rekonstruktiven Forschung in der Sozialen Arbeit wesentlich mit vorangetrieben. Seit 2008 ist sie Mitherausgeberin der Buchreihe „Rekonstruktive Forschung in der Sozialen Arbeit“ im Verlag Barbara Budrich. Mit der (Mit)herausgabe des „Handbuches qualitative Methoden in der Sozialen Arbeit“ hat sie wesentlich zur Weiterentwicklung dieses Bereiches beigetragen. Außerdem beschäftigt sich Miethe mit dem Transfer qualitativer Methoden in die Praxis der Sozialen Arbeit. Mit ihrem Buch „Biografiearbeit. Lehr- und Handbuch für Studium und Praxis“ hat sie ein Standardwerk in diesem Bereich geschaffen.
Ein weiterer Schwerpunkt von Miethes Forschung liegt im Bereich der Bildungsgeschichte insbesondere der DDR. Hier hat sie eine Studie zu den Arbeiter-und-Bauern-Fakultäten (ABF) der DDR verfasst. Ein zentrales Ergebnis dieser Forschungen war der Befund, dass die Idee dieser Einrichtungen in viele sozialistische Länder oder solche mit einem so genannten sozialistischen Entwicklungsweg transferiert wurden. In einer Studie zu den Arbeiterfakultäten in Kuba, Vietnam und Mosambik wird dieser internationale Ausbreitungsprozess vergleichend untersucht.  Miethe hat damit einen wesentlichen Beitrag zur Untersuchung der Bildungszusammenarbeit der sozialistischen Länder mit Ländern des globalen Südens geleistet.
Ein weiterer Forschungsschwerpunkt von Miethe stellt die Untersuchung des Verhältnisses von Bildung und sozialer Ungleichheit dar. Diese Thematik wird sowohl (international vergleichend) im Rahmen der Untersuchung zu den Arbeiterfakultäten verfolgt, als auch in Form eigenständiger Studien. Miethe hat diese Frage sowohl im Rahmen ihrer Untersuchung von ArbeiterKind.de verfolgt, als aber auch im Generationen- und Ost-West-Vergleich. In jüngster Zeit hat sie die in diesem Bereich weit verbreitete These der „Fremdheit von Bildungsaufsteiger*innen“ kritisch hinterfragt und darauf hingewiesen, dass es sich dabei um einen „Mythos“ handelt. Bildungsaufsteiger*innen nehmen zwar habituelle Differenzen wahr, diese müssen jedoch nicht unbedingt problematisch sein und können sogar als Ressource wahrgenommen werden. Sie plädiert von daher für eine offene Forschungsperspektive, in der Passungen genauso wie Nicht-Passungen als offene empirische Frage untersucht werden.

## Mitgliedschaften in wissenschaftlichen Vereinigungen (Auswahl)
Miethe war und ist Mitglied in zahlreichen wissenschaftlichen Vereinigungen. Sie war unter anderem Mitgründerin und -herausgeberin der Femina Politica (1997–2000), Vorstandsmitglied des Interdisziplinären Zentrums für Frauen- und Geschlechterstudien der Universität Greifswald (2000–2002) sowie Vorstandsmitglied der Deutschen Gesellschaft für Soziale Arbeit (2008–2011).
Seit 2014 ist Miethe Vorstandsmitglied und seit 2018 stellvertretende Vorsitzende der Deutschen Gesellschaft für Erziehungswissenschaft (DGfE). Sie ist außerdem Vertrauensdozentin der Hans-Böckler-Stiftung und als Zeitzeugin für die Bundesstiftung zur Aufarbeitung der SED-Diktatur tätig.

## Publikationen
Eine umfassende Publikationsliste von Miethe findet sich auf der Institutsseite der Universität Gießen.